# Orianne Lopez
Orianne Lopez, née le 20 mai 1989 à Pignan, est une athlète handisport française.

## Biographie
Orianne Lopez a vécu et fait ses études à Nîmes, mais est originaire de Pignan, où elle est née et dont elle est conseillère municipale jusqu'en 2014.
Orianne est une para athlète de haut niveau (licenciée auprès de la Fédération française handisport). Elle a concouru au niveau national de 2005 à 2019, et a débuté à l'international chez les -20 ans. Elle a poursuivi en équipe de France senior à partir de 2011. Elle a mis un terme à sa carrière de para athlète en 2019. 
Elle est aussi devenue interne en médecine, se spécialisant en Médecine Physique et de Réadaptation (MPR). Elle est rattachée aux CHU de Nîmes et au CHU de Montpellier.
En 2013, elle est nommée au Conseil économique, social et environnemental du Languedoc-Roussillon (CESELR) au titre du collège des personnalités qualifiées. 
En 2018, sa nomination est renouvelée au nouveau Conseil Économique, Environnemental, Régional (CESER) de la région Occitanie. 
Toujours en 2018, Orianne devient Docteur en Médecine Physique et de Réadaptation (MPR) avec une thèse soutenue à la faculté de médecine de Montpellier le 15 octobre 2018. À la même date, elle reçoit la Médaille d’or de la jeunesse, des sports et de l’engagement associatif à la Maison Régionale des Sports de Montpellier. 

## Distinctions
- Médaille de la jeunesse, des sports et de l'engagement associatif, or

## Palmarès et performances
Sa carrière sportive débute dans les catégories jeunes et se poursuit en équipe seniors. Orianne a été sélectionnée dans plusieurs championnats internationaux seniors (championnats d'Europe, Championnats du Monde et Jeux Paralympiques de Londres en 2012). En parallèle, elle poursuit ses études de médecine pour devenir médecin MPR. Elle s'engage aussi en tant que classificatrice, et continue à s'investir activement dans le mouvement parasportif depuis la fin de sa carrière de para athlète.  

### Saison 2005
- Championne de France en salle au lancer de poids (TC*)
- Championnats de France Elite, Médaille de Bronze au lancer de disque (TC)
- Championnats du Monde -20ans, double Vice Championne du Monde au lancer de poids et au combiné 100 m-200 m (TCA*)

### Saison 2006
- Championnats de France Elite, Médaille de Bronze au lancer de poids (TC) (RF) et Médaille de Bronze au 200 m (TC)
- Championnats du Monde -23 ans, 4e au combiné 100 m-200 m (TCA), Record d’Europe Sénior du 200 m T42 (détenu du 14/07/2006 au 17/06/2007) (RF)

### Saison 2008
- RF du 60 m à Eaubonne, Championnats de France en Salle
- RF du 100 m en 19″68 aux Championnats de France Elite

### Saison 2009
- Championne de France en salle -23 ans du lancer de poids, Médaille de Bronze du 60 m (TC)
- Championnats de France Elite, Médaille d’Argent en longueur (-23 ans), 4e au classement Elite sur 100 m (TC)
- Championnats du Monde -23 ans, 19 juillet 2009, Nottwil (Suisse) Médaille d’Or: Championne du Monde du 200 m (TCA)

### Saison 2010
- Championnats de France en salle, Médaille de Bronze au saut en longueur -23 ans et au 60 m Elite, Médaille d’Argent au 60 m -23 ans (TC)
- Championnats de France Elite, Médaille d’Or, Championne de France Espoir et Elite du 200 m en 39″38 (TC) RF et Record d’Europe Sénior T42, Médaille d’Argent Espoir et de Bronze Elite du 100 m
- Championnats du Monde -23 ans, Double Médaillée d’Argent sur 100 m (1re T42) et sur 200 m, le 22-24 août 2010, Olomouc (Rép. Tchèque).

### Saison 2011
- Sélection pour le 100 m des Championnats du Monde Elite Séniors, du 21 au 30 janvier 2011, à Christchurch, Nouvelle-Zélande

### Saison 2012
- Sélection pour les Jeux paralympiques de Londres, finaliste au 100 m, catégorie T42[9]

### Saison 2013
- Sélection pour le 100 m et la longueur des Championnats du Monde d’athlétisme IPC, du 19 au 28 juillet 2013 à Lyon

### Saison 2016
- Championnats de France Handisport[10], Médaille de Bronze au 100 m, catégorie T42, du 23 au 24 mai 2016 à Paris

### Saison 2018
- Championnats de France, médaille de bronze au saut en longueur (3,28 m), le 22 juin 2018, à Belfort.
- Championnats d'Europe de Berlin, 5e place en longueur (3,26 m), catégorie T63, le 22 août et 5e place au 100 m en 19 s 22, catégorie T63, le 26 août 2018[11].

### Saison 2019
- Championnats de France d'Athlétisme Handisport Indoor Nantes, médaille de Bronze en longueur (3,20 m), médaille de bronze au lancer du poids (5,93 m), catégorie T63, le 23 février 2019[12].